# Frances Baard
Pour les articles homonymes, voir Baard.
Frances Goitsemang Baard (née Frances Maswabi, le 1er octobre 1909 à Kimberley et morte à Mabopane le 2 juin 1997) est une syndicaliste et une militante anti-apartheid d'Afrique du Sud, membre du Congrès national africain (ANC), membre de la ligue des femmes de l'ANC et corédactrice de la charte de la liberté en 1956. Elle fut condamnée à cinq ans de prisons en 1964 en vertu du Suppression of Communism Act.

## Biographie
Fille de Herman Maswabi, un ouvrier des mines originaire du Bechuanaland, et de Sarah Voss, une Tswana originaire de Kimberley, Frances Maswabi (également orthographiée Francis Masuabi) travaille d'abord comme enseignante avant de déménager à Port Elizabeth où, en 1942, elle épouse Lucas Baard. Elle est successivement domestique puis ouvrière d'usine avant de commencer à s'intéresser à la politique et au syndicalisme. Elle rejoint le Congrès national africain (ANC) en 1948, année où le Parti national remporte les élections générales et commence à mettre en œuvre son programme visant à instaurer l'apartheid entre les groupes de population en Afrique du Sud. Sous l'influence de Raymond Mhlaba et de la syndicaliste Ray Alexander, elle devient organisatrice de la Ligue des femmes du Congrès national africain en 1952 au moment de la campagne de défiance. Elle occupe par la suite plusieurs autres postes comme celui de secrétaire et de trésorière de la branche de la ligue à Port Elizabeth. Au milieu des années 1950, elle devient trésorière nationale de la Ligue des femmes, membre du comité exécutif et présidente de la Fédération des femmes sud-africaines (FEDSAW). À ce titre, elle est activement impliquée en 1955 dans la rédaction de la Charte de la liberté et l'une des chefs de la marche des femmes du 9 août 1956, organisée devant les bâtiments de l'Union à Pretoria pour protester contre les lois sur le passeport intérieur (un livret de travail obligatoire pour les personnes de couleur à partir de l'âge de seize ans qui indique les secteurs en zone blanche où elles peuvent travailler, circuler voire résider).
En 1956, elle est l'une des personnes inculpées dans le Procès de la trahison avant d'être disculpée. Elle devient à cette époque membre du comité exécutif du Congrès sud-africain des syndicats (SACTU).
En 1960, Frances Baard est arrêtée puis de nouveau en 1963. Elle est alors maintenue en isolement cellulaire pendant douze mois. En 1964, pour son implication dans les activités de l'ANC, elle est arrêtée en vertu de la loi sur la répression du communisme et condamnée à cinq ans d'emprisonnement.
Après sa libération en 1969, elle est l’objet d'une ordonnance de bannissement de deux ans à Boekenhout. Une fois son ordre d'interdiction expiré, elle déménage à Mabopane (près de  Pretoria). En août 1983, Frances Baard assiste, au Cap, au lancement du Front démocratique uni (UDF), dont elle devient membre du comité exécutif. Bien qu'âgée, elle continue à militer contre l'apartheid mais aussi contre le gouvernement du Bophuthatswana, le bantoustan où se situe Mabopane. Elle se consacre progressivement principalement à des projets sociaux  locaux et se met en retrait de toute activité politique nationale avant même l'abolition des dernières lois de l'Apartheid en 1991.
Elle meurt en juin 1997.

## Hommages
En juin 2001, le district de Diamantveld, où est situé Kimberley, est rebaptisé district de Frances Baard. Une statue de bronze la représentant est dévoilée dans la ville de Kimberley en 2009.
En 2012, à Pretoria, la rue Schoeman traversant notamment Pretoria Central est rebaptisée Francis Baard, selon l'orthographe anglaise.